# Malocampa punctata
Malocampa punctata är en fjärilsart som beskrevs av Stoll 1780. Malocampa punctata ingår i släktet Malocampa och familjen tandspinnare. Inga underarter finns listade i Catalogue of Life.

## Bildgalleri

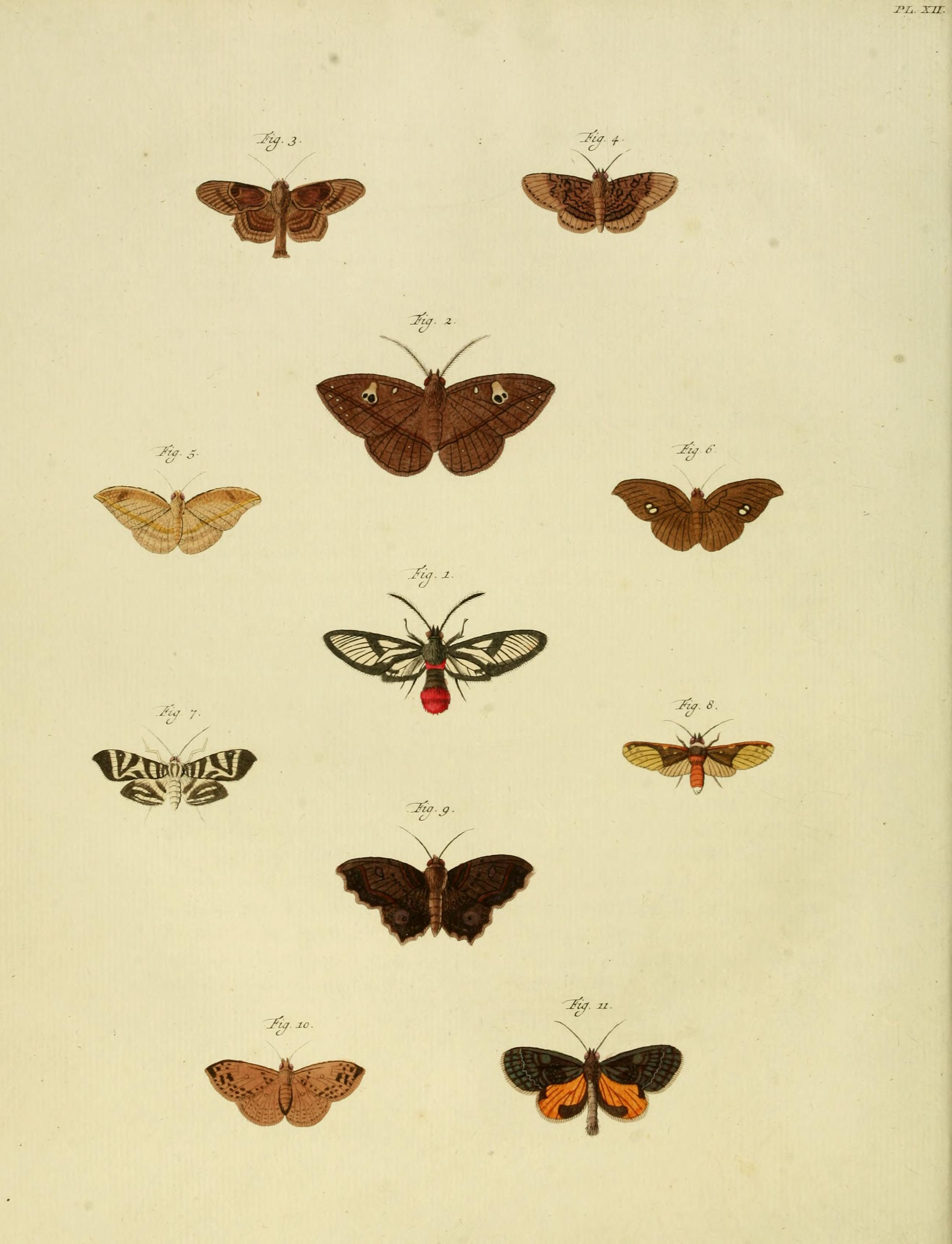
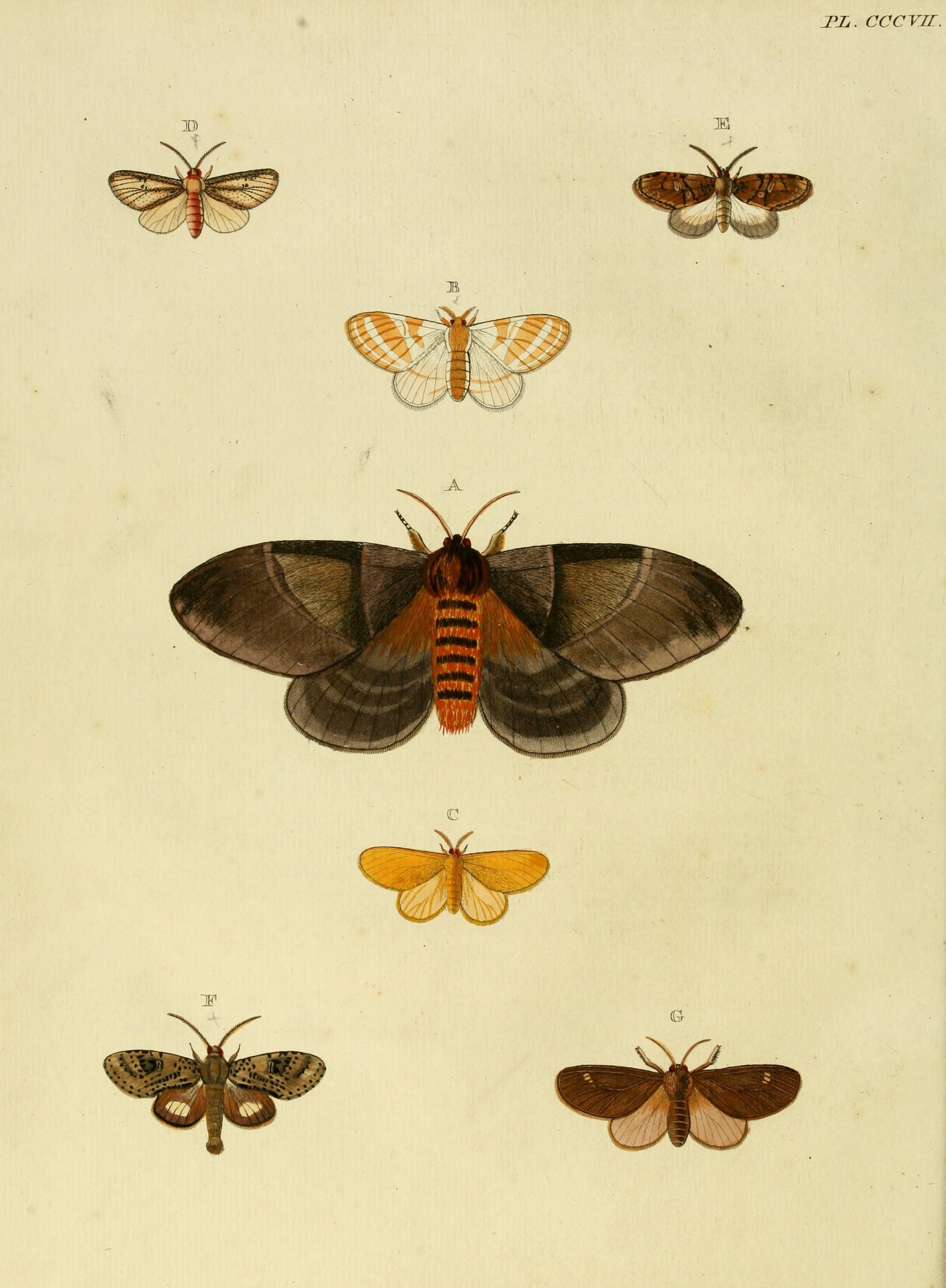